# Kỷ, Khai Phong
Kỷ (chữ Hán giản thể:杞县, âm Hán Việt: Kỷ huyện) là một huyện thuộc địa cấp thị Khai Phong, tỉnh Hà Nam, Cộng hòa Nhân dân Trung Hoa. Huyện Kỷ có diện tích 1258 km², dân số năm 2002 là 1.030.000 người. Huyện Kỷ có lịch sử lâu đời, tại đây có di chỉ Lộc Đài Cương. Thời nhà Hạ thuộc Dư Châu, thời nhà Thương, nhà Chu là nước Kỷ. Thời nhà Tùy, năm Khai Hoàng thứ 17 đặt Kỷ châu. Đến niên hiệu Trinh Quan nhà Đường đổi thành huyện Kỷ.